# 温淑安
温淑安（英語：Oon Shu An, 1986年8月5日—）是一位新加坡华人电视演员。

## 生平
1986年出生于新加坡，毕业于美以美女校，之后进入演艺圈，曾经出演《千方百计》和《对对碰》。